# 福本颯翔
福本 颯翔（ふくもと はやと、2002年7月16日 - ）は、ジャパンラグビーリーグワンの中国電力レッドレグリオンズに所属するラグビーユニオン選手。

## 経歴
2015年、東海大学付属大阪仰星中等部に入学。2017年、太陽生命カップ（第8回全国中学生ラグビーフットボール大会）に出場し、優勝した。
東海大学付属大阪仰星高等学校では、高3の時に花園（全国高等学校ラグビーフットボール大会）に出場した。
2021年、立命館大学に進学。2年時から公式戦に出場。
2025年4月1日、ジャパンラグビーリーグワンの中国電力レッドレグリオンズに加入した。